# Amtsgericht Kulmbach
Das Amtsgericht Kulmbach ist eines von 73 Amtsgerichten in Bayern und ein Gericht der ordentlichen Gerichtsbarkeit. Der Hauptsitz befindet sich in der Kohlenbachstraße 10 in Kulmbach.

## Geschichte

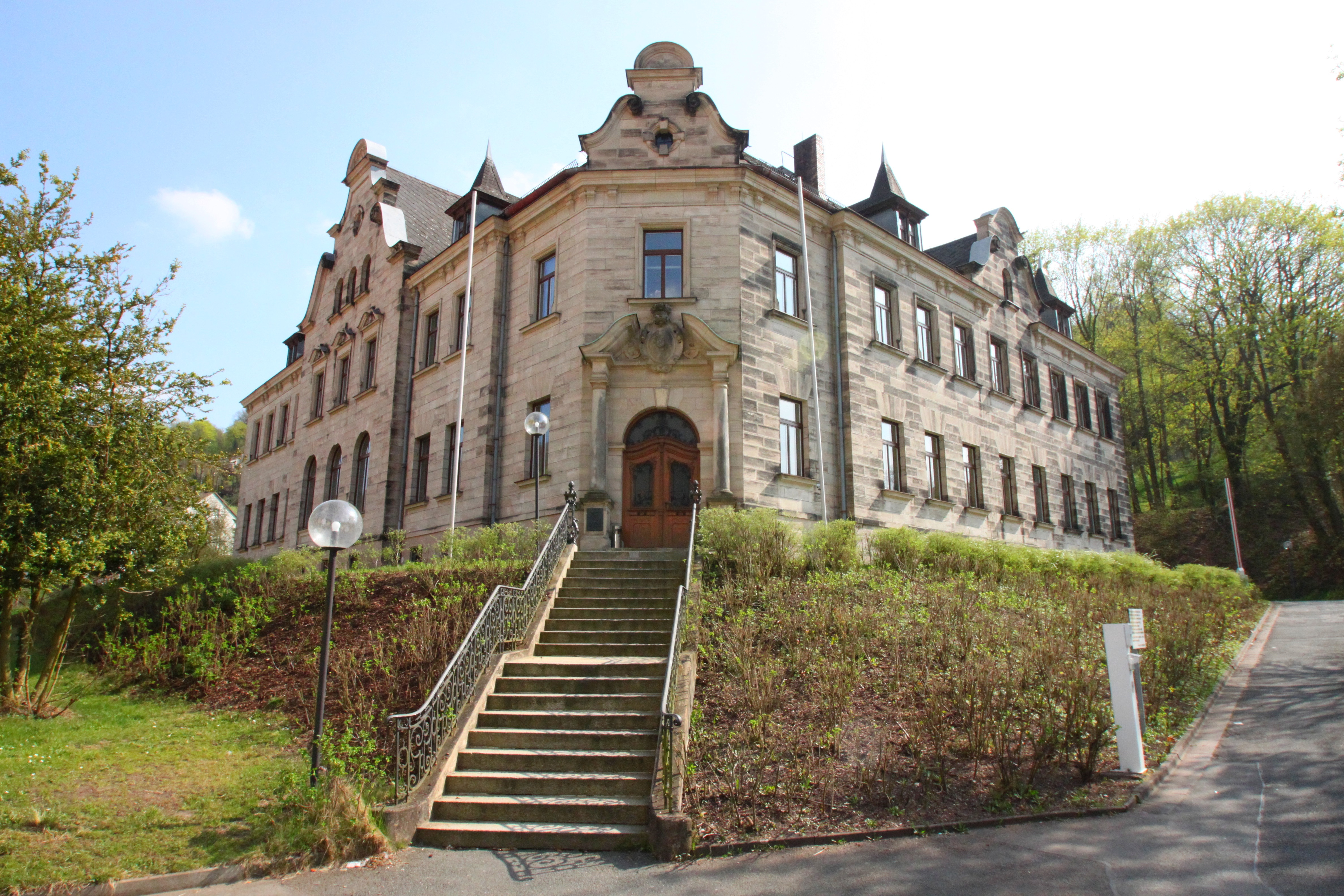
Amtsgerichtsgebäude, Kohlenbachstraße 10 (2014)

Zwischen 1882 und 1901 befanden sich Rentamt und Amtsgericht im Gebäude Rentamtsgäßchen 2. Da das im zweiten Obergeschoss des Hauses untergebrachte Amtsgericht immer mehr Aufgaben zu bearbeiten hatte, und die rechtliche Vorgabe ein Grundbuchamt einzurichten mangels Platz nicht erfüllt werden konnte, wurde ein Erweiterungsbau bzw. ein Neubau notwendig.
Das neobarocke Justizgebäude wurde am 1. Juli 1901 bezogen, sein Baustil war typisch für Gerichtsbauten dieser Epoche, aber untypisch für die Gegend. Der Würde einer königlichen Behörde entsprach besonders die Freitreppe vor dem Gebäude. Auch der mit Stuck verzierte Haupteingang und die Treppe aus Holz mit schmiedeeisernem Ziergeländer haben einen betont repräsentativen Charakter. Aufgrund einer vorausschauenden Planung wurde der Neubau so groß ausgeführt, dass die Behörde fast 100 Jahre lang keinen Platzmangel mehr hatte: Die Eingliederungen des Amtsgerichts Thurnau 1929 und des Amtsgerichts Stadtsteinach 1973 konnten so kompensiert werden. Gegen Ende des 20. Jahrhunderts aufkommende Platzprobleme wurden durch den Dachgeschossausbau in den Jahren 1999/2000 gelöst.

## Zuständigkeitsbereich
Das Amtsgericht ist für den Landkreis Kulmbach zuständig. Folgende Angelegenheiten fallen in den Zuständigkeitsbereich anderer Gerichte:
- Bereitschaftsdienst (Amtsgericht Bayreuth)
- Genossenschaftsregister (Amtsgericht Bayreuth)
- Handelsregister (Amtsgericht Bayreuth)
- Insolvenzverfahren (Amtsgericht Bayreuth)
- Landgerichtsarzt (Landgericht Bayreuth)
- Legalisation von Urkunden (Landgericht Bayreuth)
- Partnerschaftsregister (Amtsgericht Bayreuth)
- Registersachen (Amtsgericht Bayreuth)
- Revisionen in Strafsachen (Landgericht Bayreuth)
- Schiffsregister (Amtsgericht Bayreuth)
- Vereinsregister (Amtsgericht Bayreuth)
- Zwangsversteigerung (Amtsgericht Bayreuth)

## Leitung
Das Amtsgericht wird durch einen Direktor oder eine Direktorin geleitet. Derzeit ist dies Sandra Staade.
Die Kulmbacher Gerichtsvorstände seit 1879:
- 1879–1894: Oberamtsrichter Leopold Landgraf
- 1894–1923: Oberamtsrichter Adalbert Laucher
- 1924–1929: Amtsgerichtsrat Julius Deinhardt
- 1930–1937: Oberamtsrichter Ludwig Börner
- 1938–1939: Oberamtsrichter Oswin Gegenfurtner
- 1939–1945: Amtsgerichtsrat Heinrich Clasen
- 1945: Rechtsanwalt Hermann Dreßler
- 1945–1947: Oberlandesgerichtsrat i. R. Emil Pfäfflin
- 1947–1950: Amtsgerichtsrat Walter Wirth
- 1950–1965: Oberamtsrichter Ludwig Lippold
- 1965–1976: Direktor des Amtsgerichts Walter Wirth
- 1976–1980: Direktor des Amtsgerichts Franz Ostendorf
- 1980–1990: Direktor des Amtsgerichts Heinz Georg Menger
- 1990–1996: Direktor des Amtsgerichts Walter Ries
- 1997–2000: Direktor des Amtsgerichts Gerhard Schmitt
- 2000–2005: Direktor des Amtsgerichts Herbert Potzel
- seit dem 16. Dezember 2005–?: Direktor des Amtsgerichts Christoph Berner
- Stand 2025: Direktorin des Amtsgerichts Sandra Staade